# Regiones históricas de Suecia
Las regiones históricas de Suecia (en sueco landsdelar, literalmente trozos o partes del país) son las cuatro grandes áreas en las que, tradicionalmente, se dividían las posesiones de los reyes de Suecia.
La actual Finlandia formó parte de Suecia hasta principios del siglo XIX y sus territorios también estaban incluidos dentro de esta división territorial. Actualmente no tienen valor administrativo, aunque se utilizan en informes meteorológicos, y, por tanto, sus fronteras se puede ver en la televisión y en los mapas meteorológicos en la prensa.

## Regiones históricas

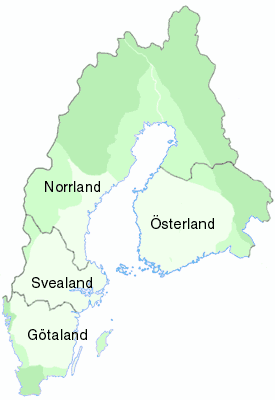
Regiones de Suecia (1100-1809).

En tiempos prehistóricos Suecia se limitaba básicamente a Svealand y al sur de Norrland, mientras que Götaland se menciona en las leyendas como un reino rival (relatos tradiciones de las guerras sueco-gots sobreviven en Beowulf, poema épico anglosajón). Finalmente los dos países fueron unidos bajo la corona de los reyes suecos en algún momento entre 550-1200 (la fecha es cuestión de debate).
Históricamente, Suecia se dividía en cuatro regiones:
- Götaland, (literalmente Tierra de los Gautas), en el sur, la región más poblada, que comprendía diez provincias.

- Norrland (literalmente Tierra del Norte), era el nombre para las tierras anexionadas en la parte norte, a ambos lados del Golfo de Botnia. Era la mayor de todas las regiones y correspondía a las regiones poco pobladas de Svealand y Österland. Comprendía nueve provincias y es el 60% del territorio sueco.

- Österland, (literalmente Tierra del Este), era el nombre de la antigua Finlandia sueca y corresponde al sur de y centro de la actual Finlandia. Probablemente en tiempos prehistóricos haya estado habitada por diversas tribus con sus propios reyes (como Kvens). Las costas meridionales fueron luego colonizadas por los suecos.

- Svealand, en la parte central, con el nombre histórico de Suecia verdadera («Egentliga Sverige»), la más pequeña, con seis provincias. Comprende la región de Estocolmo hasta la frontera con Noruega y era vista como la cuna de Suecia.

En el momento en que se firmó el Tratado de Stolbovo, 1617, el significado de estas regiones también era geográficamente difuso. Así, Norrland podría fácilmente abarcar también los nuevos territorios del norte (de color verde en el mapa).
Durante el época imperial, se introdujeron en el reino los Tribunales de Apelación (hovrätter en sueco), a fin de aliviar el trabajo del único Tribunal de Apelación Svea (Svea hovrätt), establecido en 1614 en Estocolmo. El Tribunal de Apelación Göta fue la segunda corte en Suecia adecuada, establecida en 1634 en Jönköping. Fue precedido por el Tribunal de Apelación de Åbo (1623) en Finlandia y por el Tribunal de Apelación de Dorpat (1630), en Livonia (en el presente, Estonia), que en esos momentos era parte de los dominios de Suecia.
Hoy en día, hay seis regiones judiciales en Suecia: el Tribunal de Apelación de Escania y Blekinge, en Malmö; el Tribunal de Apelación de Suecia Occidental, en Gotemburgo; el Tribunal de Apelación Göta, en el Jönköping; el Tribunal de Apelación Svea, en Estocolmo; el Tribunal de Apelación del Sur de Norrland, en Sundsvall; y el Tribunal de Apelación del Norte de Norrland, en Umeå.
Después de la Guerra Finlandesa (1808-09) la mitad oriental de Suecia fue cedida a Rusia, convirtiéndose así en el Gran Ducado de Finlandia de la Rusia Imperial. Norrland fue dividido entre estos dos estados. La parte sueca de Norrland todavía representa más de la mitad del territorio sueco, aunque sigue estando, sin embargo, escasamente poblada en comparación con el sur y centro. La ciudad de Estocolmo, que se convirtió en la capital sueca sobre todo porque estaba localizada en el centro de la Suecia medieval, ahora está situada en la frontera oriental.
| Götaland | Götaland | Svealand | Svealand                                                            | Norrland | Norrland |
| Götaland | - Blekinge - Bohuslän - Dalsland - Gotland - Halland - Skåne - Småland - Västergötland - Öland - Östergötland | Svealand | - Dalarna - Närke - Södermanland - Uppland - Värmland - Västmanland | Norrland | - Gästrikland - Hälsingland - Härjedalen - Jämtland - Lappland - Medelpad - Norrbotten - Västerbotten - Ångermanland |

- Datos: Q742615
- Multimedia: Lands of Sweden / Q742615